# Holoplatys canberra
Holoplatys canberra là một loài nhện trong họ Salticidae. Loài này được phát hiện ở Australisch Hoofdstedelijk Territorium.